# Christian de La Croix de Castries
Christian de La Croix de Castries (Paris, 11 de agosto de 1902 – Paris, 29 de julho de 1991) foi um general francês, principalmente conhecido por ter comandado o campo entrincheirado de Dien Bien Phu durante a Guerra da Indochina, em 1954.

## Biografia
Christian Marie Ferdinand de la Croix de Castries nasceu em Paris no seio de uma família da alta nobreza francesa. Entre os seus antepassados contam-se várias gerações de militares de alta patente, entre eles um Marechal de França de Luís XVI: Charles Eugène Gabriel de La Croix de Castries.
Entrou para o exército com 19 anos de idade e foi para a Escola de Cavalaria de Saumur, de onde saiu oficial em 1926. Mais tarde abandonou o exército para se dedicar aos desportos equestres e foi campeão do mundo de salto em altura e em comprimento. Regressou ao exército no início da Segunda Guerra Mundial e foi feito prisioneiro em 1940, evadiu-se do campo de prisioneiros alemão em 1941 e lutou nas forças Aliadas no Norte de África, em Itália e no Sul de França.
Em 1946 Castriers é tenente-coronel e é enviado para a Indochina. Foi ferido e passou um ano em França antes de regressar à Indochina como coronel. Em Dezembro de 1953 foi-lhe confiado o comando do campo de Dien Bien Phu. Durante 8 semanas os soldados do corpo expedicionário francês resistem ao assalto das tropas do general Vo Nguyen Giap, quatro a seis vezes superiores em número, e Castriers é promovido a general de brigada durante a batalha. Após a vitória do Việt Minh, a 7 de Maio de 1954, esteve prisioneiro durante 4 meses, sendo libertado na sequência dos Acordos de Genebra. Passou à reserva em 1959.